# Gran Premio Bruno Beghelli
Gran Premio Bruno Beghelli, kort GP Beghelli, var ett italienskt årligt endags cykellopp i  regionen Emilia-Romagna. Start och mål låg i Monteveglio, en frazione av Città metropolitana di Bologna. Loppet ingick sedan 2005 i UCI Europe Tour och klassades inledningsvis som 1.1, men uppgraderades 2014 till 1.HC. Loppet arrangerades första gången 1996 som Italienska Mästerskapen i linjelopp och hölls därefter årligen som en efterföljare till Milano–Vignola till och med 2019. Loppet var uppkallat efter fadern till Gian Pietro Beghelli, grundaren av loppets huvudsponsor Beghelli S.p.A..
Milano–Vignola arrangerades 1952-1996 och gick från Milano i Lombardiet till Vignola i Emilia-Romagna.
Från 2016 till 2019 arrangerades också ett damlopp GP Bruno Beghelli Donne. Det ingick i UCI Women's World Tour och klassificerades som 1.1.

## Segrare

### Herrar
GP Bruno Beghelli
2019  Sonny Colbrelli
2018  Bauke Mollema
2017  Luis Leon Sanchez
2016  Nicola Ruffoni
2015  Sonny Colbrelli
2014  Valerio Conti
2013  Leonardo Duque
2012  Nicki Sørensen
2011  Filippo Pozzato
2010  Dario Cataldo
2009  Francisco José Ventoso
2008  Alessandro Petacchi
2007  Damiano Cunego
2006  Sergio Marinangeli
2005  Murilo Fischer
2004  Danilo Hondo
2003  Luca Paolini
2002  Gianluca Bortolami
2001  Andrei Tchmil
2000  Marco Serpellini
1999  Michael Boogerd
1998  Stefano Zanini
1997  Stefano Zanini
1996  Mario Cipollini
Milano–Vignola
1996  Fabio Roscioli
1995  Angelo Canzonieri
1994  Angelo Lecchi
1993  Alberto Elli
1992  Andrei Teterijuk
1991  Silvio Martinello
1990  Mario Cipollini
1989  Adriano Baffi
1988  Adriano Baffi
1987  Giuseppe Saronni
1986  Roberto Visentini
1985  Emanuele Bombini
1984  Mario Beccia
1983  Francesco Moser
1982  Giovanni Mantovani
1981  Gregor Braun
1980  Giovanni Battaglin
1979  Roger De Vlaeminck
1978  Rik Van Linden
1977  Luciano Borgognoni
1976  Rik Van Linden
1975  Rik Van Linden
1974  Enrico Paolini
1973  Marino Basso
1972  Julien Van Lint
1971  Marino Basso
1970  Adriano Durante
1969  Attilio Rota
1968  Marino Basso
1967  Rudi Altig
1966  Adriano Durante
1965  Guido De Rosso
1964  Guido De Rosso
1963  Adriano Durante
1962  Vendramino Bariviera
1961  Willy Vannitsen
1960  Alessandro Fantini
1959  Adriano Zamboni
1958  Adriano Zamboni
1957 Ingen tävling
1956  Pierino Baffi
1955 Ingen tävling
1954 Ingen tävling
1953 Ingen tävling
1952  Antonio Bevilacqua

### Damer[3]
Gran Premio Bruno Beghelli Donne
2019  Marta Bastianelli
2018  Elisa Balsamo
2017  Marta Bastianelli
2016  Chloe Hosking